# Hans Heestermans
Johannes Levinus Adrianus (Hans) Heestermans (Oud-Vossemeer, 22 januari 1943) is een Nederlands taalwetenschapper.
Heestermans studeerde Nederlandse taal- en letterkunde in Nijmegen en promoveerde in 1979 op een proefschrift over de betekenisontwikkeling van voorzetsels in de Nederlandse dialecten. In 1970 werd hij redacteur van het Woordenboek der Nederlandsche Taal in Leiden en in 1976 hoofdredacteur van de Grote Van Dale.
Heestermans is de samensteller van het Erotisch Woordenboek en de auteur van onder andere Luilebol en het Bergs Woordenboek en het Leids Woordenboek. Hij publiceert in het maandblad Onze Taal, had een taalrubriek in NRC Handelsblad tussen 1985 en 1990, in de Volkskrant (1982-1983), in BN/De Stem (1985-1998) en in het Leidsch Dagblad (1999-2004). Hij was van 1985 tot 1990 voorzitter van de Maatschappij der Nederlandse Letterkunde, zat van 1992 tot 2000 in het bestuur van Onze Taal en is nu voorzitter van de Stichting LOUT (Let Op Uw Taal). In 1989 kreeg hij voor zijn studie over het dialect van Bergen op Zoom de cultuurprijs van die stad.
In 2010 kreeg Heestermans de Gouden Erespeld van de stad Leiden voor zijn culturele verdiensten en zijn onderzoek naar het Leids dialect. Ter gelegenheid van Koningsdag 2015 werd hij benoemd tot Officier in de Orde van Oranje-Nassau.